# Opius rovinator
Opius rovinator är en stekelart som beskrevs av Fischer 1968. Opius rovinator ingår i släktet Opius och familjen bracksteklar. Inga underarter finns listade i Catalogue of Life.